# Reakcje równoległe
Reakcje równoległe (jednoczesne, współbieżne, konkurencyjne) – elementarne reakcje chemiczne, które zachodzą równocześnie w tym samym środowisku, czego wynikiem jest powstawanie mieszaniny produktów reakcji prostych. Równanie reakcji złożonej z dwóch lub wielu reakcji równoległych jest sumą odpowiednich równań reakcji elementarnych – wyraża bilans masy (zobacz – stechiometria), a nie ilustruje mechanizmu reakcji. Wyrażenie określające wartość stałej równowagi reakcji złożonej jest liniową kombinacją wyrażeń dotyczących reakcji elementarnych.

## Równanie kinetyczne
Zapisanie równania kinetycznego reakcji równoległych wymaga znajomości mechanizmu procesu, w tym wiedzy o liczbie i wzajemnym powiązaniu reakcji elementarnych, np. z mieszaniny substratów A, B i C mogą powstawać produkty D, E, F i G.

Przykład reakcji złożonej z trzech elementarnych reakcji równoległych

Równanie reakcji, zapisywane np. jako:
2A + B + C → D + 2E + 2 F
może np. być sumą reakcji:
A → D + E,
A + B → E + F,
B + C → F.
W najprostszym przypadku dwóch zachodzących równolegle reakcji pierwszego rzędu:
1. A → B,
2. A → C,

szybkość reakcji {\displaystyle (r)} wyraża się jako:
{\displaystyle r=-{\frac {dc_{A}}{dt}}=k_{1}c_{A}+k_{2}c_{A}=(k_{1}+k_{2})c_{A},}
gdzie {\displaystyle k_{1}} i {\displaystyle k_{2}} – stałe szybkości reakcji 1 i 2.
Po przegrupowaniu zmiennych otrzymuje się:
{\displaystyle -{\frac {dc_{A}}{c_{A}}}=(k_{1}+k_{2})dt,}
a po scałkowaniu w granicach od {\displaystyle t=0} do {\displaystyle t=t} i od {\displaystyle c=a} do {\displaystyle c=c{:}}
{\displaystyle ln{\frac {a}{c_{A}}}=(k_{1}+k_{2})t,}
{\displaystyle c_{A}=ae^{-(k_{1}+k_{2})t}.}
Szybkość powstawania produktów B i C wyrażają równania:
{\displaystyle {\frac {dc_{B}}{dt}}=k_{1}c_{A}=k_{1}ae^{-(k_{1}+k_{2})t},}
{\displaystyle {\frac {dc_{C}}{dt}}=k_{2}c_{A}=k_{2}ae^{-(k_{1}+k_{2})t},}
które pozwalają określić zmiany stężenia produktów B i C w czasie:
{\displaystyle c_{B}=-{\frac {k_{1}}{k_{1}+k_{2}}}ae^{-(k_{1}+k_{2})t}+{\frac {ak_{1}}{k_{1}+k_{2}}},}
{\displaystyle c_{C}=-{\frac {k_{2}}{k_{1}+k_{2}}}ae^{-(k_{1}+k_{2})t}+{\frac {ak_{2}}{k_{1}+k_{2}}}.}
Dzieląc oba równania stronami uzyskuje się wyrażenie:
{\displaystyle {\frac {c_{B}}{c_{C}}}={\frac {k_{1}}{k_{2}}}=\mathrm {const} .}
Utrzymywanie się stałej wartości stosunku stężeń produktów obu reakcji równoległych jest treścią „zasady Wegscheidera”.
Zasada nie ogranicza się do reakcji pierwszego rzędu, ale warunkiem jest, aby obie reakcje miały ten sam rząd.

## Przykłady reakcji równoległych
Do reakcji równoległych zalicza się np. nitrowanie fenolu w roztworze kwasu octowego, prowadzące do otrzymania mieszaniny izomerów orto-, meta- i para-:
1. C6H5OH + mieszanina nitrująca → o-nitrofenol, 59,2%,
2. C6H5OH + mieszanina nitrująca → m-nitrofenol, 3,3%,
3. C6H5OH + mieszanina nitrująca → p-nitrofenol, 37,5%.

Stosunek ilości produktów nitrowania jest stały w czasie biegu reakcji.
Reakcja termicznego rozkładu chloranu potasu jest zapisywana jako:
6KClO3 → 3KClO4 + 3KCl + 3O2.
Taki zapis jest efektem sumowania dwóch równoległych reakcji elementarnych:
1. 2KClO3 → 2KCl + 3O2,
2. 4KClO3 → 3KClO4 + KCl.